# Cuarta Brigada
Cuarta Brigada är en ort i Mexiko.   Den ligger i kommunen Irapuato och delstaten Guanajuato, i den centrala delen av landet, 260 km nordväst om huvudstaden Mexico City. Cuarta Brigada ligger 1 714 meter över havet och antalet invånare är 2 973.
Terrängen runt Cuarta Brigada är en högslätt. Runt Cuarta Brigada är det tätbefolkat, med 257 invånare per kvadratkilometer. Närmaste större samhälle är Irapuato, 10,0 km nordväst om Cuarta Brigada. Trakten runt Cuarta Brigada består till största delen av jordbruksmark.